# Международный кинофестиваль в Пусане
Пусанский международный кинофестиваль (Busan International Film Festival, 부산국제영화제, 釜山國際映畵祭) — крупнейший кинофестиваль в Азии, ежегодно проводимый в южнокорейском городе Пусан с 1996 года. Специализируется на показе новых фильмов и работ начинающих режиссёров. Официальное эксклюзивное место проведения фестиваля — Пусанский киноцентр.

## История
- 1-й МКП, 13-21 сентября 1996 г.

Кинопоказ: 173 фильмов из 31 стран
Открывающий фильм: «Тайны и ложь», Майк Ли, Великобритания/Франция
Закрывающий фильм: «В надежде», Минг Чжан, КНР
Участвующие гости: 224 гостей из 27 стран
Общее количество зрителей: 184 071
- 2-й МКП, 10-18 октября 1997 г.

Кинопоказ: 163 фильмов из 33 стран
Открывающий фильм: «Китайская шкатулка», Уэйн Ван, Великобритания/Франция/США/Япония
Закрывающий фильм: «Восемнадцать весен», Энн Хёй, Гонконг/КНР
Участвующие гости: 450 гостей из 30 стран
Общее количество зрителей: 170 206
- 3-й МКП, 24 сентября — 1 октября 1998 г.

Кинопоказ: 211 фильм из 41 стран
Открывающий фильм: «Молчание», Мохсен Махмальбаф, Иран/Франция/Таджикистан
Закрывающий фильм: «Доктор Акаги», Сёхэй Имамура, Япония
Участвующие гости: 659 гостей из 25 стран
Общее количество зрителей: 192 547 (из них по билетам 174 870)
- 4-й МКП, 14-23 октября 1999 г.

Кинопоказ: 207 фильмов из 53 стран
Открывающий фильм: «Мятная конфета», Ли Чхан Дон, Корея
Закрывающий фильм: «Ни одним меньше», Чжан Имоу, КНР
Участвующие гости: 555 гостей из 36 стран
Общее количество зрителей: 180 914
- 5-й МКП, 6-14 октября 2000 г.

Кинопоказ: 207 фильмов из 55 стран
Открывающий фильм: «Уттара», Буддхадеб Дасгупта, Индия
Закрывающий фильм: «Любовное настроение», Вонг Карвай, Гонконг
Участвующие гости: 3017 гостей из 39 стран
Общее количество зрителей: 181 708
- 6-й МКП, 9-17 ноября 2001 г.

Кинопоказ: 201 фильм из 60 стран
Открывающий фильм: «Последний свидетель», Пэ Чхан-хо, Корея
Закрывающий фильм: «Легенда о Суриотай», Чатрихалерм Юкол, Таиланд
Участвующие гости: 3761 гостей из 30 стран
Общее количество зрителей: 143 103
- 7-й МКП, 11-23 ноября 2002 г.

Кинопоказ: 226 фильмов из 55 стран
Открывающий фильм: «Береговая охрана», Ким Ки Дук, Корея
Закрывающий фильм: «Куклы», Такэси Китано, Япония
Участвующие гости: 2002 гостей из 35 стран
Общее количество зрителей: 167 349
- 8-й МКП, 2-10 октября 2003 г.

Кинопоказ: 243 фильмов из 61 стран
Открывающий фильм: «Доппельгангер», Киёси Куросава, Япония
Закрывающий фильм: «Акация», Пак Ки-хён, Корея
Участвующие гости: 2523 гостей из 44 стран
Общее количество зрителей: 165 102
- 9-й МКП, 7-15 октября 2004 г.

Кинопоказ: 262 фильма из 63 стран
Открывающий фильм: «2046», Вонг Карвай, Гонконг/КНР
Закрывающий фильм: «Алая буква», Пён Хёк, Корея
Участвующие гости: 5638 гостей из 50 стран
Общее количество зрителей: 166 164
- 10-й МКП, 6-14 октября 2005 г.

Кинопоказ: 307 фильмов из 73 стран
Открывающий фильм: «Лучшие времена», Хоу Сяосянь, Тайвань
Закрывающий фильм: «Сказ про то, как Ман-тхэк женился», Хван Бён-гук, Корея
Участвующие гости: 6088 гостей из 55 стран
Общее количество зрителей: 192 970
- 11-й МКП, 12-20 октября 2006 г.

Кинопоказ: 245 фильмов из 63 стран
Открывающий фильм: «Следы любви», Ким Дэ-сын, Корея
Закрывающий фильм: «Сумасшествие из-за камня», Нин Хао, КНР/Гонконг
Участвующие гости: 8321 гостей из 51 страны
Общее количество зрителей: 162 835
- 12-й МКП, 4-12 октября 2007 г.

Кинопоказ: 271 фильм из 64 стран в 770 показах
Открывающий фильм: «Сигнал к сбору», Фэн Сяоган, КНР
Закрывающий фильм: «Евангелион 1.11: Ты (не) один», Кадзуя Цурумаки, Хидэаки Анно, Масаюки, Япония
Участвующие гости: 7361
Общее количество зрителей: 198 603
- 13-й МКП, 2-10 октября 2008 г.

Кинопоказ: 315 фильмов из 60 стран
Открывающий фильм: «Подарок Сталину», Рустем Абдрашев, Россия/Казахстан/Израиль/Польша
Закрывающий фильм: «Я счастлив», Юн Джон-чхан, Корея
Участвующие гости: 9 516
Общее количество зрителей: 198 818
- 14-й МКП, 8-16 октября 2009 г.

Кинопоказ: 355 фильмов из 70 стран в 803 показах
Открывающий фильм: «Доброе утро, мистер президент!», Чан Джин, Корея
Закрывающий фильм: «Послание», Гао Цюньшу, Чэнь Кофу, КНР
Участвующие гости: 6400
Общее количество зрителей: 173 516
- 15-й МКП, 7-15 октября 2010 г.

Кинопоказ: 306 фильмов из 67 стран
Открывающий фильм: «Под ветвями боярышника», Чжан Имоу, КНР
Закрывающий фильм: «Камелия», Висит Сасанатьенг, Исао Юкисада, Чан Джун-хван, Таиланд/Япония/Корея
Участвующие гости: 9367
Общее количество зрителей: 182 046
- 16-й МКП, 6-14 октября 2011 г.

Кинопоказ: 307 фильмов из 70 стран
Открывающий фильм: «Всегда (Только ты)», Сон Иль Гон, Южная Корея
Закрывающий фильм: «Хроники моей матери», Масато Харада, Япония
Участвующие гости: 11 268, включая 2440 аккредитованных журналистов
Общее количество зрителей: 196 177